# Agadasys xizangensis
Agadasys xizangensis är en tvåvingeart som beskrevs av Chen och Ian David Whittington 2006. Agadasys xizangensis ingår i släktet Agadasys och familjen bredmunsflugor. Inga underarter finns listade i Catalogue of Life.